# Frontière entre la Côte d'Ivoire et le Mali
La frontière entre la Côte d'Ivoire et le Mali est la frontière séparant la Côte d'Ivoire et le Mali.
Cette frontière est située au nord ouest de la Côte d'Ivoire et au sud ouest du Mali.
Sa longueur est de 532 km.